# Temporada 2000-01 de los Chicago Bulls
La temporada 2000-2001 fue la trigesimoquinta de los Chicago Bulls en la NBA. La temporada regular acabaron con 15 victorias y 67 derrotas, ocupando la decimoquinta y última posición de la Conferencia Este, no logrando clasificarse para los playoffs.

## Elecciones en elDraft
| Ronda | Puesto | Jugador         | Posición  | Nacionalidad   | Universidad/Club         |
| ----- | ------ | --------------- | --------- | -------------- | ------------------------ |
| 1     | 4      | Marcus Fizer    | Ala-Pívot | Estados Unidos | Iowa State               |
| 1     | 7      | Chris Mihm      | Pívot     | Estados Unidos | Texas                    |
| 1     | 24     | Dalibor Bagarić | Pívot     | Croacia        | Benston Zagreb (Croacia) |
| 2     | 32     | A.J. Guyton     | Base      | Estados Unidos | Indiana                  |
| 2     | 33     | Jake Voskuhl    | Pívot     | Estados Unidos | Connecticut              |
| 2     | 34     | Khalid El-Amin  | Base      | Estados Unidos | Connecticut              |

## Temporada regular
| División Central      | División Central | División Central | División Central | División Central | División Central | División Central | División Central | División Central |
| Equipo                | G                | P                | %                | PD               | Casa             | Fuera            | Div              |                  |
| --------------------- | ---------------- | ---------------- | ---------------- | ---------------- | ---------------- | ---------------- | ---------------- | ---------------- |
| y-Milwaukee Bucks     | 52               | 30               | .634             | –                | 31–10            | 21–20            | 19–9             |                  |
| x-Toronto Raptors     | 47               | 35               | .573             | 5                | 27–14            | 20–21            | 18–10            |                  |
| x-Charlotte Hornets   | 46               | 36               | .561             | 6                | 28–13            | 18–23            | 20–8             |                  |
| x-Indiana Pacers      | 41               | 41               | .500             | 11               | 26–15            | 15–26            | 15–13            |                  |
| e-Detroit Pistons     | 32               | 50               | .390             | 20               | 18-23            | 14–27            | 16–12            |                  |
| e-Cleveland Cavaliers | 30               | 52               | .366             | 22               | 20–21            | 10–31            | 11–17            |                  |
| e-Atlanta Hawks       | 25               | 57               | .305             | 27               | 18–23            | 7–34             | 9–19             |                  |
| e-Chicago Bulls       | 15               | 67               | .183             | 37               | 10–31            | 5–36             | 4–24             |                  |

## Estadísticas

### Temporada regular
| Jugador         | PJ | PT | MPP  | %TC  | %3P  | %TL  | RPP  | APP | ROB | TPP | PPP  |
| --------------- | -- | -- | ---- | ---- | ---- | ---- | ---- | --- | --- | --- | ---- |
| Elton Brand     | 74 | 74 | 39.3 | .476 | .000 | .708 | 10.1 | 3.2 | 1.0 | 1.6 | 20.1 |
| Ron Mercer      | 61 | 61 | 41.6 | .446 | .304 | .825 | 3.9  | 3.3 | 1.3 | .4  | 19.7 |
| Ron Artest      | 76 | 74 | 31.1 | .401 | .291 | .750 | 3.9  | 3.0 | 2.0 | .6  | 11.9 |
| Marcus Fizer    | 72 | 13 | 21.9 | .430 | .256 | .727 | 4.3  | 1.1 | .4  | .3  | 9.5  |
| Fred Hoiberg    | 74 | 37 | 30.4 | .438 | .412 | .866 | 4.2  | 3.6 | 1.3 | .2  | 9.1  |
| Brad Miller     | 57 | 45 | 25.2 | .435 | .200 | .743 | 7.4  | 1.9 | .6  | .7  | 8.9  |
| Bryce Drew      | 48 | 41 | 27.2 | .379 | .381 | .737 | 1.4  | 3.9 | .7  | .1  | 6.3  |
| Khalid El-Amin  | 50 | 14 | 18.7 | .370 | .333 | .778 | 1.6  | 2.9 | 1.0 | .0  | 6.3  |
| A. J. Guyton    | 33 | 8  | 19.1 | .406 | .391 | .833 | 1.1  | 1.9 | .3  | .2  | 6.0  |
| Corey Benjamin  | 65 | 5  | 13.2 | .381 | .259 | .675 | 1.5  | 1.1 | .4  | .2  | 4.7  |
| Jamal Crawford  | 61 | 8  | 17.2 | .352 | .350 | .794 | 1.5  | 2.3 | .7  | .2  | 4.6  |
| Michael Ruffin  | 45 | 16 | 19.5 | .444 |      | .506 | 5.8  | .9  | .7  | .8  | 2.6  |
| Dragan Tarlać   | 43 | 12 | 13.9 | .394 |      | .758 | 2.8  | .7  | .2  | .4  | 2.4  |
| Jake Voskuhl    | 16 | 2  | 8.9  | .440 |      | .571 | 2.1  | .3  | .3  | .4  | 1.9  |
| Steve Goodrich  | 12 | 0  | 11.1 | .389 | .333 | .571 | 1.8  | .5  | .2  | .1  | 1.6  |
| Dalibor Bagarić | 35 | 0  | 7.4  | .262 | .000 | .464 | 1.6  | .3  | .3  | .5  | 1.3  |

## Galardones y récords
| Jugador      | Galardón                                |
| Marcus Fizer | 2.º Mejor quinteto de rookies de la NBA |